# Königreich Beisen

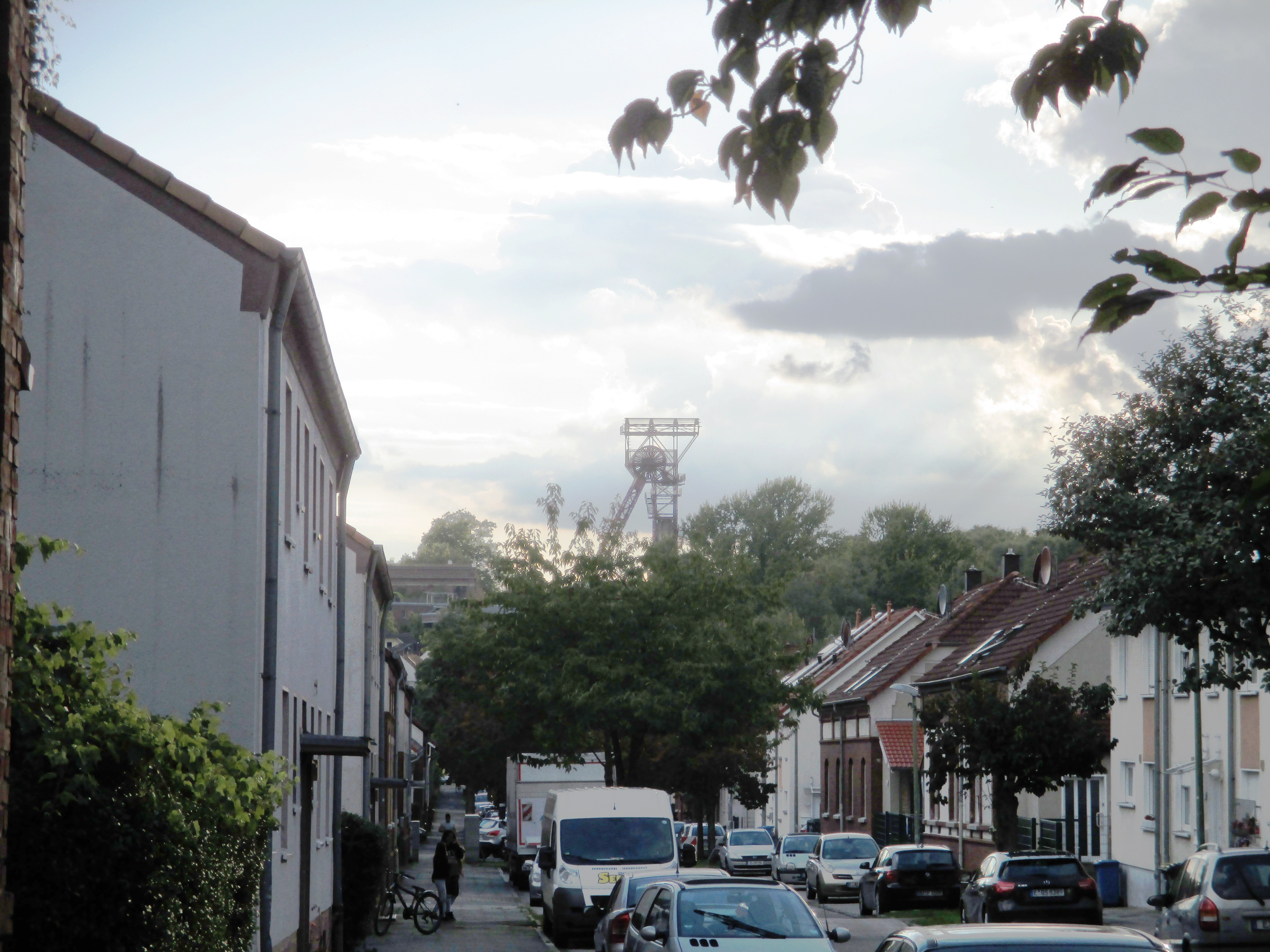
Kolonie „Königreich Beisen“

Das Königreich Beisen ist eine ehemalige Zechenkolonie im Essener Stadtteil Katernberg. Sie liegt östlich der Schachtanlage Zollverein 3/7/10 an der Stadtgrenze zu Gelsenkirchen-Rotthausen.

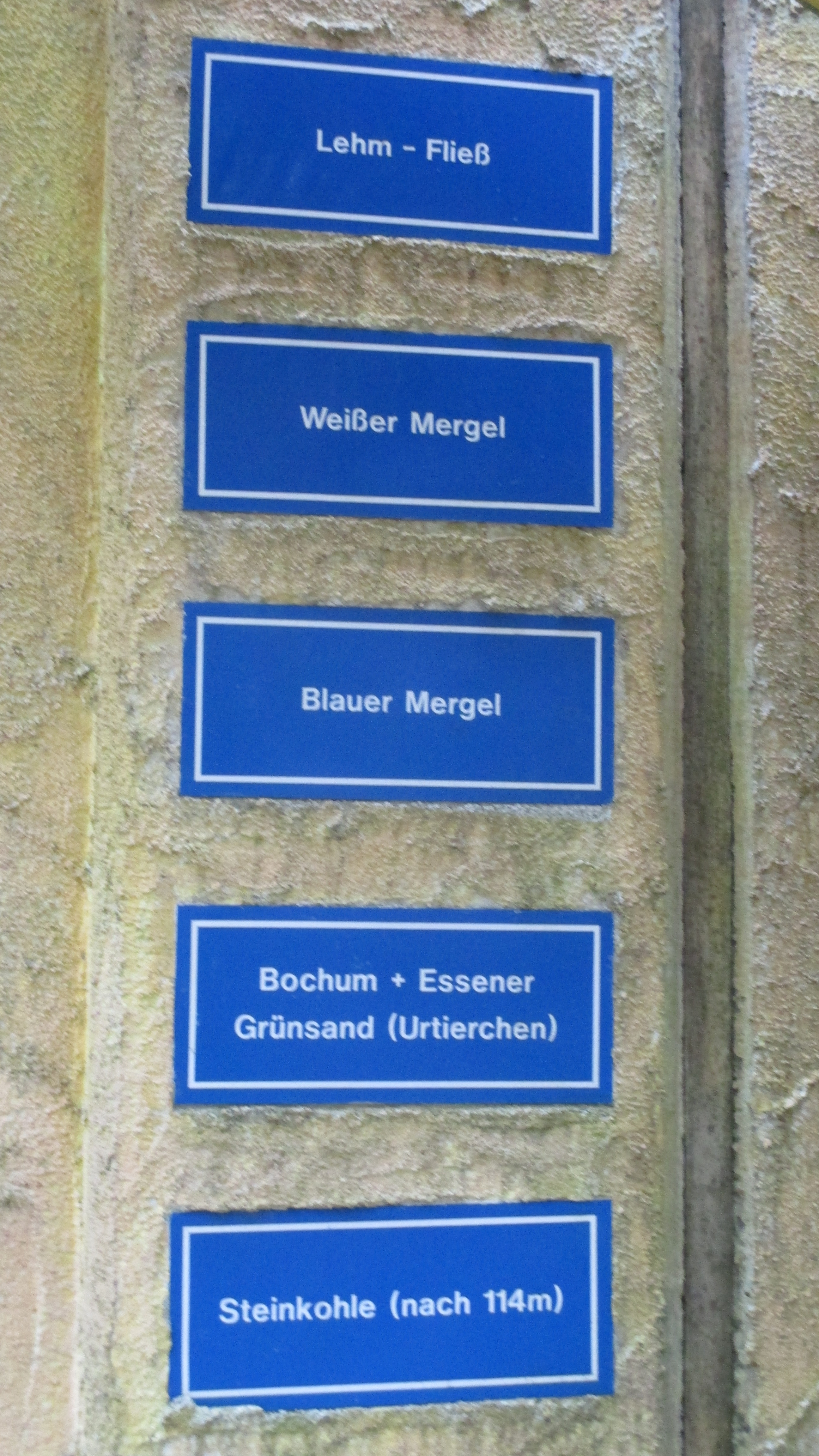
Infotafeln über Beisen und Zollverein Schacht 3/7/10 an der Mauer Grundstraße

Die Kolonie In den Beisen an der Kraspothstraße und der Röckenstraße entstand zwischen 1902 und 1903 und ist Teil der Themenroute 2 – Industrielle Kulturlandschaft Zollverein der Route der Industriekultur.

## Die Kolonie – ein Königreich
Königreich ist im Ruhrgebiet die humorvolle Bezeichnung für eine Arbeitersiedlung oder einen Ortsteil in der sich das gesamte Leben abspielt. Die Bewohner identifizierten sich mit ihrer kleinen, abgeschotteten Welt und entwickelten oft einen eigentümlichen Charakter. Neben dem Königreich Beisen gibt es unter anderem das Königreich Thyssen im Duisburger Norden, das Königreich Dümpten in Mülheim und das Königreich Stiepel in Bochum.

### Ursprünge

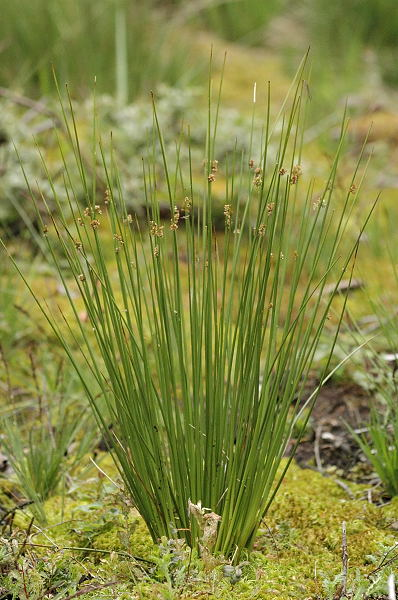
Binse (Juncus Effusus)

Wo genau die Grenzen des Königreichs sind, ist auf keiner Karte verzeichnet. Beisen ist erstmals 1668 in der Essener Landmatrikel als Land eines Grundbesitzers aus Stoppenberg erwähnt. Es befand sich an der Emscherniederung im Grenzgebiet des Landkreises Essen und der Provinz Westfalen. Der Name Beisen leitet sich von Binsen ab, ein Sumpfgewächs, aus dem man Körbe, Besen und Seile herstellte oder als Bodenbelag in den Häusern verwendete.
Bis 1847 war das Gebiet dünn besiedelt und bestand aus wenigen Bauernhöfen und Kotten, darunter auch der Kraspothhof. Kraspoth heißt im Beisener Dialekt so viel wie Krötenpfütze. Als Wege dienten morastige Knüppeldämme, welche die Höfe mit den Ortschaften Stoppenberg, Heßler, Gelsenkirchen oder Rotthausen verbanden. Dann fand man in Katernberg Kohle und der Kaufmann Franz Haniel ließ den ersten Schacht der Zeche Zollverein austeufen. Die entstehenden Arbeitsplätze im Bergbau sorgten für Einwanderungen in die Region. 1866 eröffnete die Köln-Mindener Eisenbahn die Strecke zur damals nördlichsten Zeche im Ruhrgebiet. Dank des Bahndamms der Bahnlinie, die einst das Preußische Reich verband, staute sich das Wasser der Emscher zu einem Sumpfgebiet und bot den namensgebenden Gewächsen Entfaltungsfreiheit.
Mit Schacht 3 zog 1882 der Bergbau in Beisen ein. Es entstand ein Siedlungsgebiet, das aus wenigen Häusern und einer Kaserne, in der die Junggesellen untergebracht waren, bestand.

### Die Siedlung

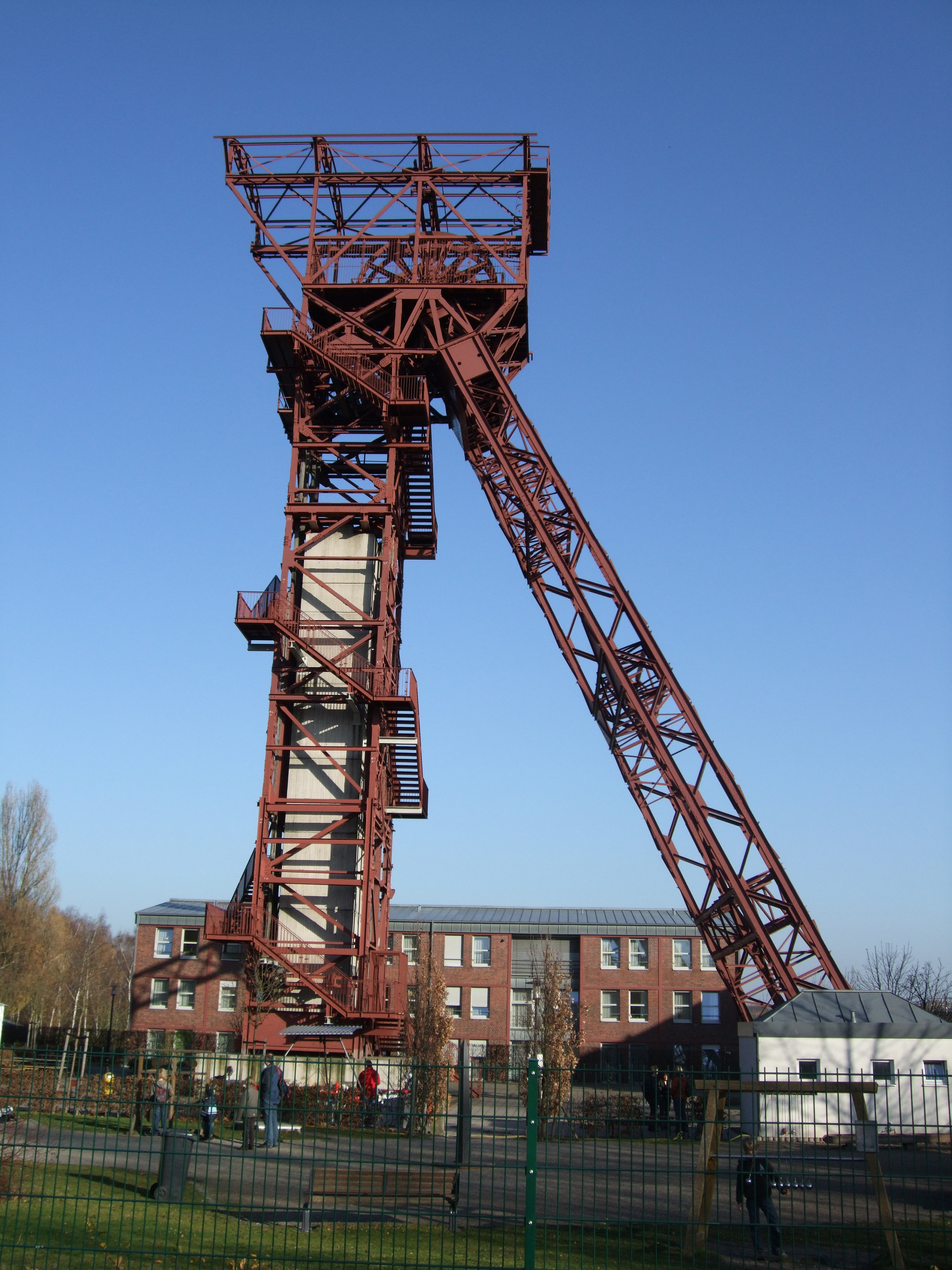
Zeche Zollverein Schacht 3/7/10

Zur Jahrhundertwende 1900 zählten die Schächte 3/7/10 zu den ertragreichsten Bergwerken. Bis 1900 wurden hier 707.684 Tonnen Steinkohle gefördert, was die Fördermenge der alten Schächte 1 und 2 übertraf.
Zwischen 1902 und 1903 erbaute die Zeche Zollverein die erste Arbeitersiedlung in Beisen. Entlang der Röckenstraße und der Kraspothstraße entstanden vier linear angeordnete Häuserzeilen aus 50 Häusern mit 200 Wohnungen.
Die 1½-geschossigen Gebäude unterscheiden sich in zwei Hausarten: Typische Zechenhäuser rein aus Backstein, und welche die zum Teil verputzt sind; je mit Sattel- oder Krüppelwalmdächern. Jedem war ein großzügig bemessener Hausgarten zugeordnet, der dem Gemüseanbau und der Tierhaltung zur Selbstversorgung diente. Neben den Ställen war hier auch die Toilette untergebracht. Die Wasserversorgung erfolgte bis Ende 1920 durch Pumpen. Zehn Jahre später erfolgte der Anschluss an die Kanalisation.
Die hygienischen Verhältnisse hatten ihren Preis. 1903 starb ein Sechstel der Belegschaft an der Hakenwurmseuche. In den warmen Schächten des Bergwerks hatten die Parasiten aus subtropischen Gefilden gute Überlebenschancen. Der warme Sommer tat das Übrige. Erst durch strenge Hygienemaßnahmen, die selbst für Grubenpferde galten, dämmte man den Befall ein.
Die Zeche Zollverein prosperierte weiter und man brauchte weiteren Wohnraum für die Arbeiter. 1937/1938 wurde die Siedlung nach Nordosten hin mit dreigeschossigen Mehrfamilienhäusern erweitert. 1951 bis 1952 entstand an der Liboristraße eine neue Siedlung mit einem Kindergarten und einem Pfarrhaus. Gleichzeitig wurden zwischen der Kraspothstraße und Röckenstraße zwei- bis dreigeschossige Mehrfamilienhäuser gebaut (die Terwestenwege I bis III). Dafür mussten auch einige Hausgärten weichen. Nach Norden und Osten folgten weitere Reihenbauten und die beiden Pestalozzidörfer Neuhof und Im Grund, so dass die alte Siedlung von Häusern aus den 1950er Jahren umrahmt und durchsetzt ist.

### Leben im Schatten des Förderturms

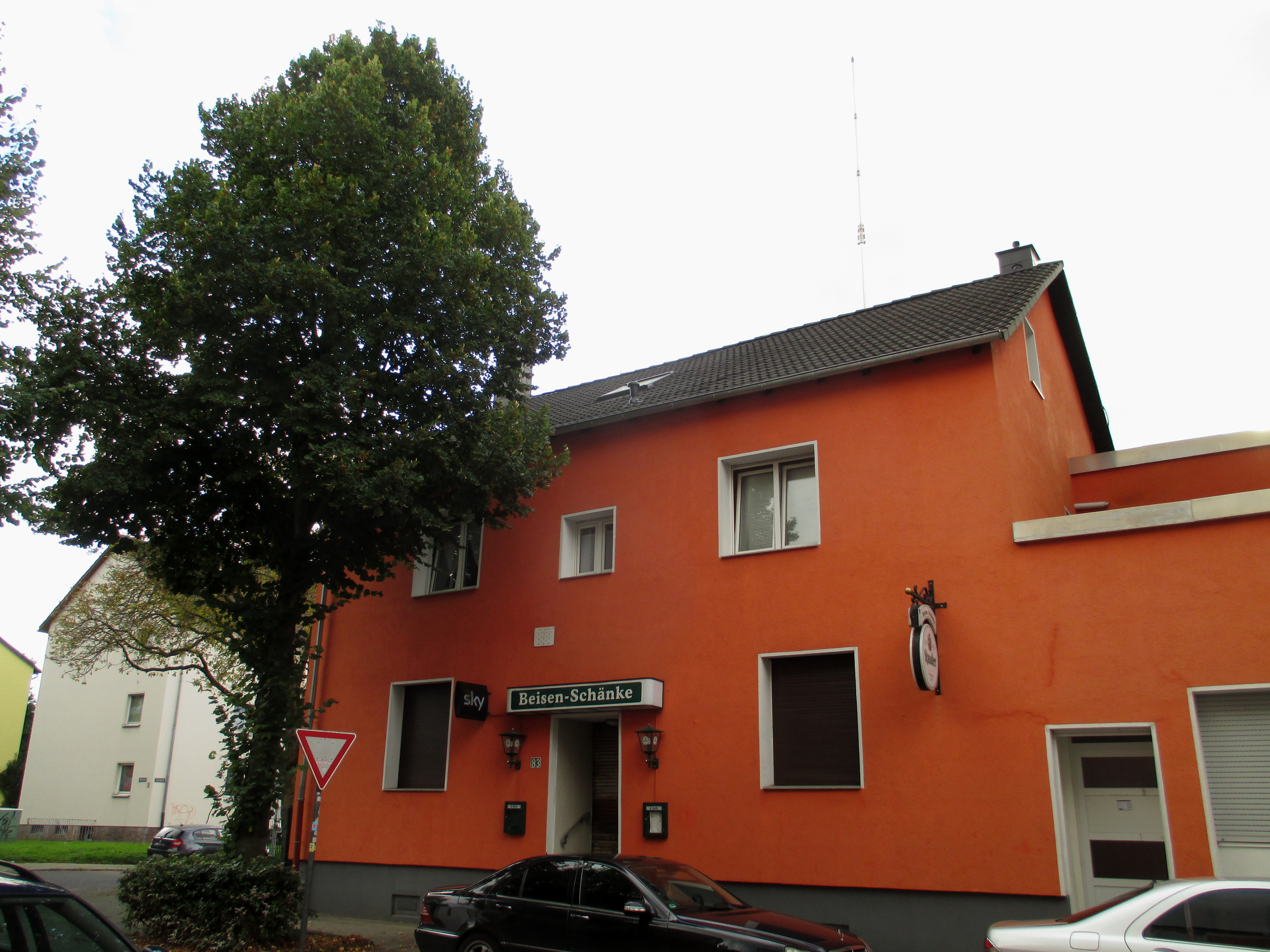
Traditionslokal Beisen-Schänke

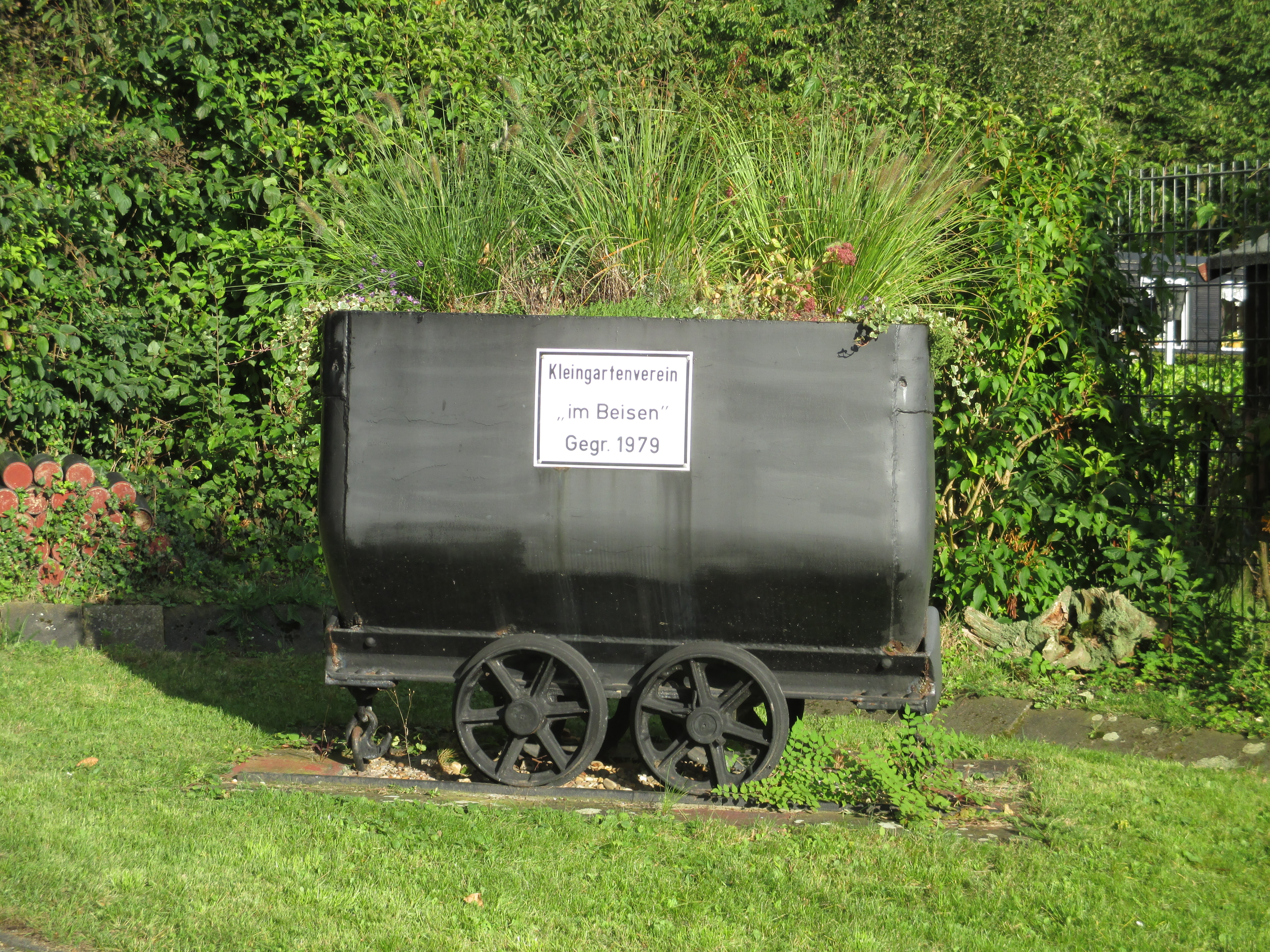
Bepflanzter Förderwagen in der Kleingartenanlage „Im Beisen“ – genannt „Die Golanhöhen“

Mit der Zeche Zollverein war das Leben in Beisen durch den Bergbau geprägt. Es bestand hauptsächlich aus der schweren Arbeit auf dem Pütt. Teilweise mussten die Kumpel bis zu zwölf Stunden arbeiten. Frau und Kinder kümmerten sich um Haus und Garten. Die wenige Freizeit investierte man in die Taubenzucht, im 1881 gegründeten Bürgerverein und in den Fußball. An den Wochenenden traf man sich zu Musik und Tanz bei Pfläging oder in der Beisenschänke.
Anfang der 1920er Jahre war die Siedlung eine Hochburg der Kommunisten. Wählt Thälmann schrieb 1932 ein Bewohner mit Teerfarbe an seine Hauswand. Der Wahlaufruf für den KPD-Vorsitzenden prägte die Fassade noch bis ins Jahr 2000. Auf dem von den Beisenern traditionell genutzten Rotthausener Friedhof fanden bis 1934 Begräbnisse unter Roter Flagge statt.
Widerstand zeigte sich auch zur Zeit des Nationalsozialismus. Man lieferte sich Gefechte, teils auch mit Waffengewalt. 1933 wurde der SA-Mann Alfred Schröer auf der Beisenstraße erschossen. Da man den Attentäter nicht ermitteln konnte, wurde die Straße in Alfred-Schröer-Straße umbenannt. Nach 1945 erhielt sie wieder ihren alten Namen zurück.
Zur Zeit des Wirtschaftswunders kamen viele Arbeiter unter anderem aus Italien, Spanien, Rumänien und der Türkei, um auf der Zeche Zollverein zu arbeiten. Viele Familien blieben und prägen das Bevölkerungsbild in den Straßen noch heute.
Für die Verlegung der Gelsenkirchener Straßenbahn unter die Erde schüttete man den Aushub am Beisener Grenzgebiet auf. Die Kieshalde ist heute ein Landschaftsschutzgebiet und wird allgemein als Golanhöhen bezeichnet. Den Namen erhielt sie als hart umkämpftes Gebiet der Kleingartenvereine, die Interesse an den Hängen zeigten. Zur selben Zeit gab es in Israel den Krieg gegen Syrien. Nach langen Auseinandersetzungen eröffnete 1979 der Kleingartenverein im Beisen e. V. seine Anlage.
Als das große Zechensterben im Ruhrgebiet begann, verloren viele Menschen ihre Arbeit und ihre Identität. Die Bergleute kämpften um den Erhalt ihrer Zeche. 1986 endete mit der Schließung der Zeche Zollverein die Bergbautradition in Essen endgültig. 1993 wurde auch die Kokerei Zollverein geschlossen.

### Folgen des Bergbaus

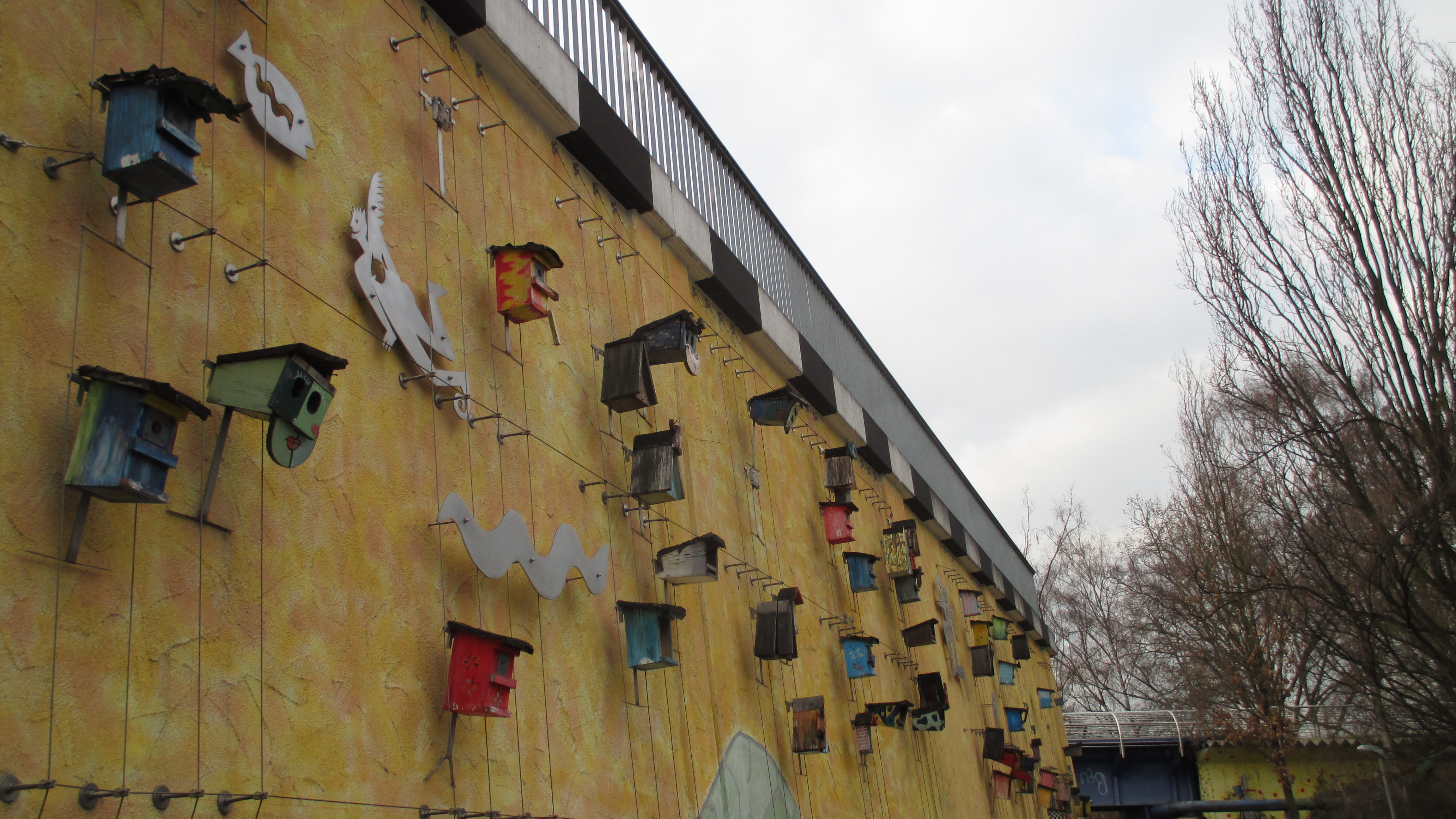
Schutz vor Erdrutsch?

Durch rund 140 Jahre Bergbau kam es zu Bergabsenkungen. Im Laufe der Jahre brach der Boden bis zu 30 Meter ein. Zum Schutz vor weiteren Bergrutschen wurde an der Grundstraße eine hohe Mauer errichtet. Ihre Fundamente reichen bis in drei Meter Tiefe. Risse in den Fassaden und die pisareske Ausrichtung einiger Gebäude zeigt, was diese Sicherheitsmaßnahmen gebracht haben. Es gab sogar eine Kneipe, in der der Billardtisch mit Bohlen aufgebockt werden musste, um waagerecht zu stehen. Gläser wurden aufgrund der Schräglage nicht bis zum Eichstrich gefüllt, da sich der Inhalt sonst über die Theke ergossen hätte. Sie existiert nicht mehr und wurde, wie viele andere Gebäude, wegen Baufälligkeit abgerissen.
Ein weiteres Problem entsteht aus der ursprünglichen Lage der Siedlung an der Emscherniederung. Ohne stetig laufende Pumpwerke würde sich das Gebiet innerhalb weniger Tage in seinen Ursprungszustand wandeln.

### Beisen heute
Im Laufe der letzten Jahrzehnte wandelte sich die ehemalige Zechensiedlung in einen Stadtteil mit hohem Migrantenanteil aus etwa 30 Ländern, teils die Nachfahren der ehemaligen Bergarbeiter, größtenteils aber neu hinzugezogene Bürger aus der Türkei und kurdische Familien aus dem Libanon. Wie im Rest von Katernberg herrscht auch hier hohe Arbeitslosigkeit.
Die Neueröffnung der Zeche Zollverein als Kunst-, Kultur- und Begegnungsstätte verbesserte die Situation nicht wesentlich. Vielmehr weckte diese Umnutzung den Unmut bei manchen Anwohnern und sie empfanden das Weltkulturerbe als nicht der Region dienende Investition, da die umliegenden Wohngebäude mehr und mehr verfielen. Die 1903 erbaute Kolonie an Kraspoth- und Röckenstraße fand jedoch als Königreich Beisen den Einzug in die Route der Industriekultur.

## Vereine und Gemeinden in Beisen

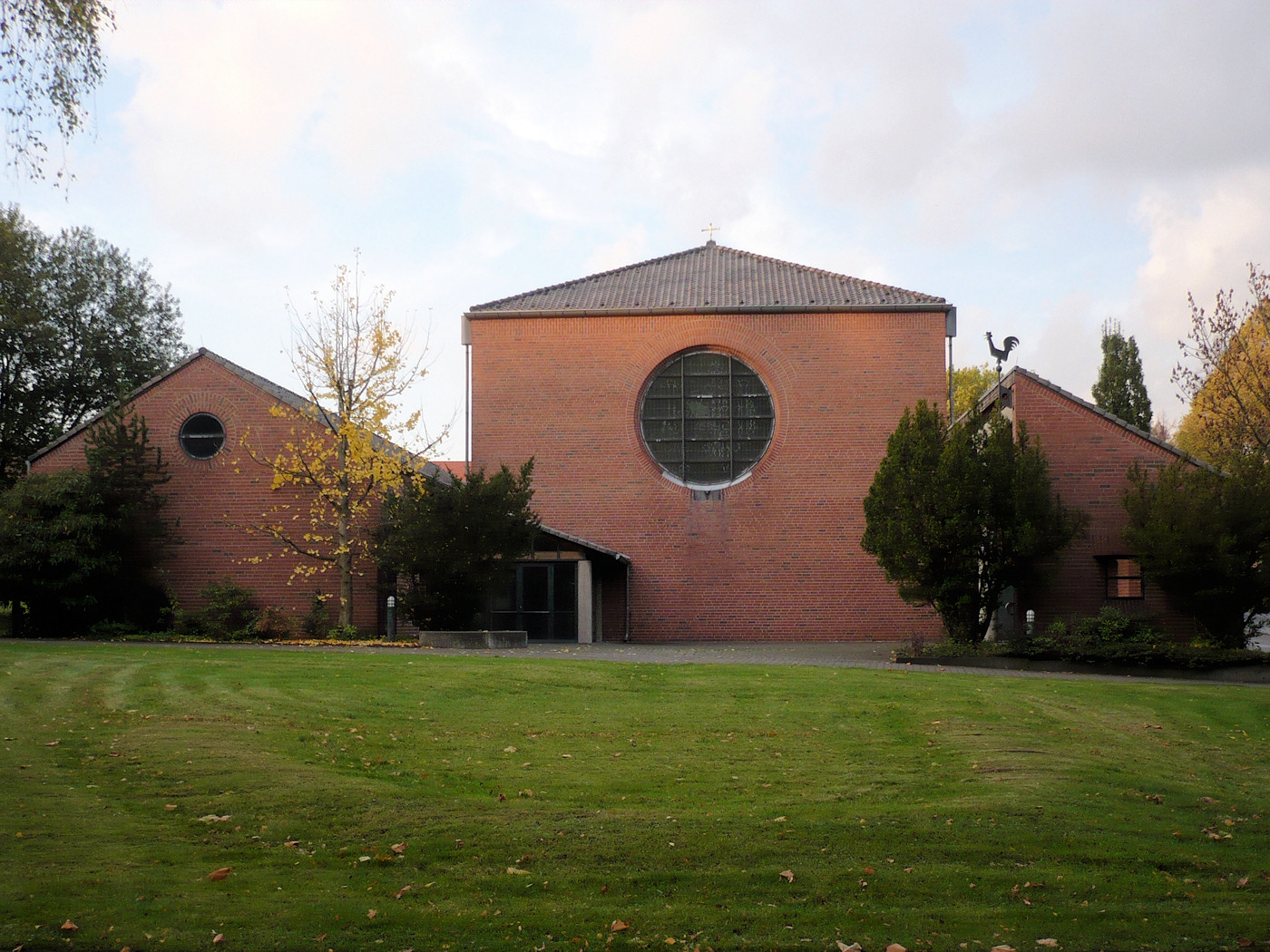
St.-Albertus-Magnus-Kirche – bis 2020 Gemeindehaus der Chaldäischen Gemeinde

Bürgerverein Beisen von 1881 – Ältester Verein in Beisen. Gegründet als Humor- und Geselligkeitsverein Schlopmüsche (Schlafmütze) in Süd-Katernberg, verfolgte er mit den Jahren immer mehr soziale Aufgaben. Während und nach den Kriegen kümmerte sich der Verein um die Versorgung von Witwen und Waisen. Auch Ratsherren und Angehörige von Parteien waren Mitglied und konnten Wünsche und Probleme der Beisener auf kurzem Weg lösen. Heute steht wieder die Geselligkeit im Vordergrund, er organisiert Ausflüge mit Senioren und beteiligt sich an einem Geschichtskreis.
Sportfreunde Katernberg 1913 e. V. – mit dem Fußballverein Schwarz-Weiß Beisen.
RGZV-Katernberg-Beisen – Geflügel und vor allem die Taubenzucht haben in Beisen eine lange Tradition. 1925 wurde hier der Rassegeflügelzuchtverein Beisen gegründet. Neben der Zucht seltener Geflügelrassen finden hier Wettbewerbe wie das große Hähnewettkrähen statt.
Kleingartenverein im Beisen – 1979 gegründeter Kleingartenverein an einer Halde an der Bonnekampstraße.
Evangelische Gemeinde – Im Zuge der Angleichung der kirchlichen Grenzen an die kommunalen trat 1956 die evangelische Gemeinde Gelsenkirchen-Rotthausen ihren Bezirk Beisen an die evangelische Gemeinde Essen-Katernberg ab. Seit der Zeit fanden regelmäßig Sonntagsgottesdienste zunächst in dem Kindergarten an der Liboristr. statt. Nach einem Entwurf des Architekten H. Pehlke wurden dann ein Gemeindezentrum und die Kirche Neuhof errichtet und im Jahr 1961 eingeweiht. "Der Neuhof", seit 1965 mit Jugendhaus Neuhof und Kindertagesstätte Neuhof, entwickelte sich rasch zu einem kommunikativen Zentrum in Beisen, was wohl auch an der charismatischen Begabung des ersten Pfarrers lag. (Philipp Neßling, Pfarrer in Beisen von 1961–1973)
Chaldäische Gemeinde – 2009 übernahm die irakische christliche Gemeinde die frühere St.-Albertus-Magnus-Kirche. Hier fanden Gottesdienste in Landessprache statt. Seit dem 14. Juni 2020 allerdings hat die chaldäische Gemeinde die Albertus-Magnus-Kirche verlassen und ist in die wesentlich größere neugotische Kirche St. Nikolaus in Essen-Stoppenberg umgezogen.